# 北倉町
北倉町（きたくらちょう）は、愛知県名古屋市港区の地名。

## 歴史

### 沿革
- 1925年（大正14年）4月1日 - 南区築地の一部により、同区北倉町が成立する[3]。
- 1937年（昭和12年）10月1日 - 港区編入に伴い、同区北倉町となる[3]。
- 1973年（昭和48年）10月20日 - 一部が港区入船一丁目・名港二丁目・千鳥二丁目にそれぞれ編入される[3]。
- 1974年（昭和49年）12月9日 - 港区入船二丁目・浜二丁目に編入され消滅[3]。